# Peplum

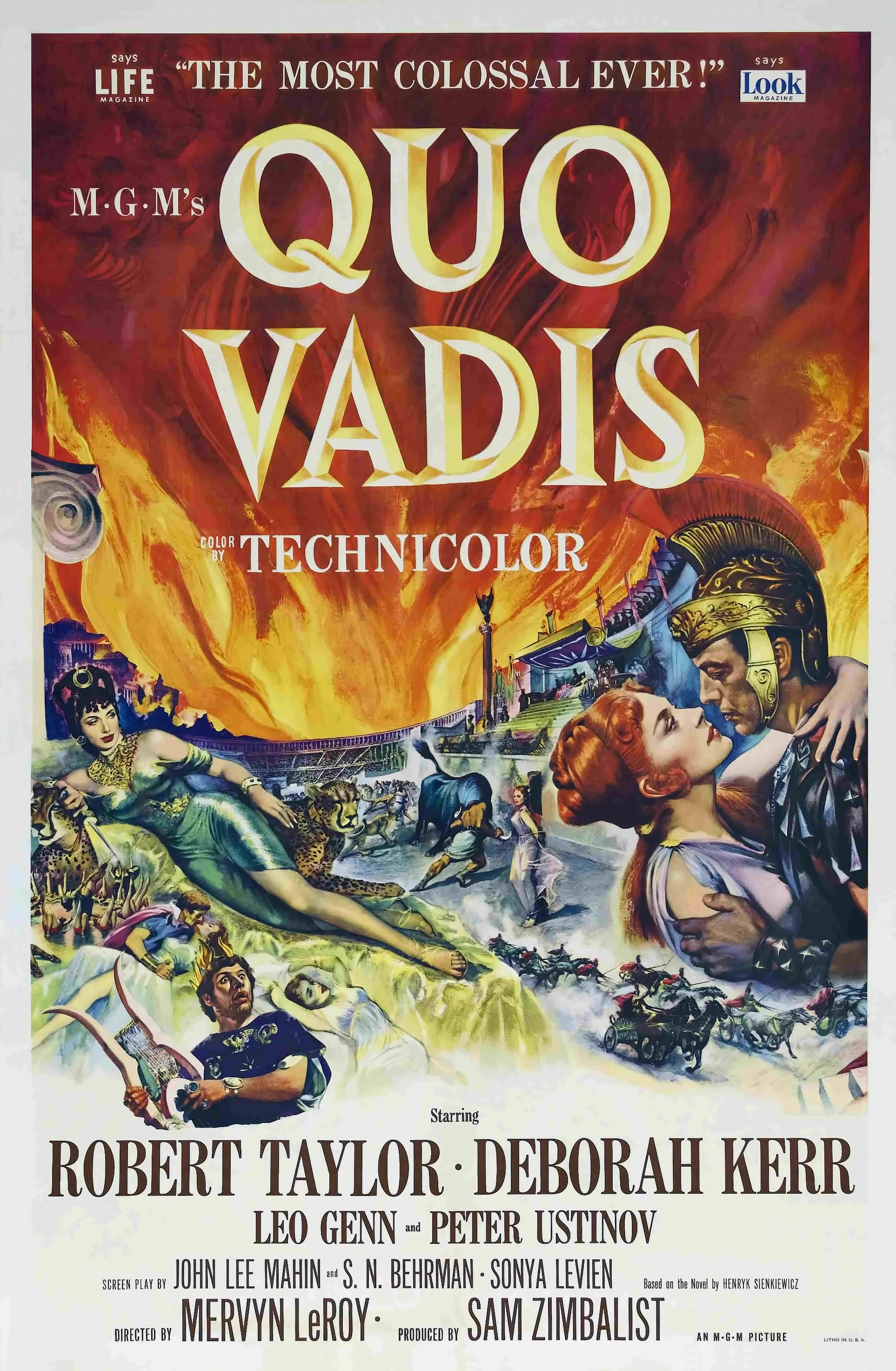
Plakat filmu Quo Vadis (1951)

Peplum lub kino miecza i sandałów – gatunek filmów mitologiczno-historycznych, cechujący się zgodnie z definicją Marka Hendrykowskiego brakiem „rzetelnej, źródłowej rekonstrukcji określonych zdarzeń i faktów, które na każdym kroku przeplatają się z tym, co legendarne lub mityczne”. Ikonografię kina peplum przez długi czas opierano przeważnie na XIX-wiecznym malarstwie historycznym, w nowszych produkcjach jednak na współczesnych archeologicznych ustaleniach dotyczących antycznej kultury materialnej.
Pierwszym filmem peplum, zaledwie kilkudziesięciosekundowym, był Neron wypróbowujący truciznę na niewolnikach (Néron essayant des poisons sur des esclaves, reż. Georges Hatot, oper. Alexandre Promio, 1897). W filmach niemych gatunek ten wystąpił w postaci tzw. włoskich monumentów, które zapoczątkował obraz Ostatnie dni Pompei (1908) w reżyserii Luigiego Maggi.
Gatunek „miecza i sandałów” przeżywał poza tym trzy okresy popularności. Pierwszy, na początku XX wieku, obejmował m.in. Quo vadis (reż. Enrico Guazzoni, 1913), Cabiria (reż. Giovanni Pastrone, 1914). Drugi, w latach 1951–1965, kiedy powstawały głośne produkcje amerykańskie Quo Vadis (reż. Mervyn LeRoy, 1951), Ben Hur (reż. William Wyler, 1959), Spartakus (reż. Stanley Kubrick, 1960), Kleopatra (reż. Joseph L. Mankiewicz, 1963), oraz włoskie, jak Hannibal w reż. C.L. Bragaglii, Cezar zdobywca (1962) reż. T. Boccia, czy reżyserowane przez Vittorio Cottafalvi Legiony Kleopatry (1959) i Messalina (1960). Ostatni okres popularności tego gatunku to początek XXI wieku, jako skutek pozytywnej reakcji zarówno krytyków, jak i widowni na amerykański obraz Gladiator (reż. Ridley Scott, 2000).
Popularność kina miecza i sandałów wykorzystano także w pornografii (Peplum X), czego przykładem może być Hakan Serbes. 